# Christine Stienemeier
Christine Stienemeier (* 22. März 1971 in Bonn) ist eine deutsche Schauspielerin.

## Leben und Wirken
Aufgewachsen ist sie in Lippstadt. Nach dem Abitur nahm Stienemeier zunächst das Studium der Germanistik und Biologie in Göttingen mit dem Berufsziel Meeresbiologin auf. Bald entdeckte sie jedoch ihre Vorliebe für die Schauspielerei, woraufhin sie ein einjähriges Praktikum am Piccolo Theater in Köln absolvierte.
Von 1994 bis 1998 absolvierte sie ihre professionelle Schauspielausbildung an der Staatlich anerkannten Freiburger Schauspielschule.
Im Anschluss an diese Ausbildung erhielt sie einige Theater- und Fernsehrollen. Sie gehörte von 1998 bis 2000 zum Ensemble des Landestheater Detmold, wo sie in diversen klassischen Rollen auftrat, u. a. als Marian in Tartuffe, Ingrid in Peer Gynt und Bianca in Der Widerspenstigen Zähmung. Danach hatte sie Engagements bei der Schauspielcompagnie Düsseldorf (2003), im theater taktil, Ruhrlandmuseum Essen (2005) und im a.tonal.theater, Köln (2000 bis 2005).
Bundesweit bekannt wurde Stienemeier durch ihr Mitwirken in der WDR-Serie Lindenstraße in der sie von 1999 bis 2004 (Folge 684–982) die Figur der Maja Starck verkörperte. Im März 2020 hatte sie in der Folge 1754 („Die Geister, die Helga riefen“) einen Gastauftritt.

## Filmografie (Auswahl)
- 1999–2004, 2009, 2010, 2020: Lindenstraße
- 2001: Charlie, Regie: Uwe Walter
- 2003: Berühmt wie der Mond, Regie: Tom und Anna Dokoupil
- 2004: Luft, Kurzfilm, Regie: David Kremser
- 2005: Die Schauspielerin, Regie: Nik Sentenza
- 2006: Marla, Kurzfilm, Regie:  Philipp Gabriel